# Dani Pedrosa
Daniel »Dani« Pedrosa Ramal, španski motociklistični dirkač, * 29. september 1985, Sabadello, Španija.
Pedrosa je odrastel v vasi Castellar del Valles blizu Sabadell. Je najmlajši svetovni prvak v razredu do 250cc. Pedrosa je visok 1.58 m in tehta 51 kg.

## Kariera
Rojen v Sabadellu, Katalonija, Španija. Pedrosa je začel voziti motorje pri zgodnjih 4 letih, ko je dobil svoje prvo motorno kolo, Italjet 50. Njegov prvi dirkalni motor je bil dvojnik Kawasakia, katerega je dobil pri šestih letih in ga je uporabljal za dirke s prijatelji. Pedrosa je doživel pravo dirko pri devetih letih, ko je vstopil v prvenstvo španskega mini bika in stal na stopničkah že v drugi dirki sezone. Naslednje leto je Pedrosa vstopil v isto prvenstvo, vendar je bil zaradi zdravstvenih težav onemogočen izboljšati svoje rezultate in  je končal sezono na tretjem mestu.

### 125cc
Leta 2001 je Pedrosa debitiral v razredu 125cc, potem ko je bil že leta 1999  izbran iz Movistar Activa pokala, kateri je namenjen spodbujanju svežih dirkaških talentov v Španiji. Pod vodstvom Alberta Puiga je dosegel dve stopnički v prvi sezoni in osvojil svojo prvo dirko. Naslednje leto je končal kot tretji v prvenstvu. Leta 2003 je zmagal na petih dirkah in osvojil prvenstvo z zaostajanjem dveh kol z zbranimi 223 točkami. V letu svojega prvega zmagovalnega prvenstva je zbral 5 zmag in 6 stopničk  za zmagovalce. Teden po tem, ko je osvojil prvenstvo, si je osemnajst letni Pedrosa zlomil oba gležnja v trku med pripravljalnim treningom na Phillip Islandu (Avstralija) in končal njegovo sezono. 

### 250cc
Potem, ko je zmagal prvenstvo v 125cc razredu, se je leta 2004 preselil v višji razred do 250cc s testiranjem na novem motorju, ker so se njegovi gležnji še celili med za njega že končano sezono. Pedrosa je odšel v sezono nepripravljen in zmagal na prvi dirki v Južni Afriki in odšel na klinču naziva 250. svetovnega prvenstva, vključno z nazivom novinec leta. V prvi sezoni razred do 250cc je zbral 7 zmag in stal trinajst krat na odru za zmagovalce. Pedrosa se je odločil, da ostane še eno sezono  v razredu do 250cc in osvojil še en naslov, spet z zaostajanjem dveh dirk v prvenstvu. Leta 2005 je Pedrosa zmagal na 8 dirkah in štirinajst krat stal na odru za zmagovalce kljub poškodbi ramena, ki si ga je poškodoval med prostim treningom na Japonskem Grand Prixu.

### MOTO GP
Leta 2006 se je Pedrosa preselil v razred Moto GP do 990cc iz vozil za Repsol Hondo. Kritiki so rekli, da Pedrosa s svojo drobno postavo ni dovolj močan za obvladovanje močnega Moto GP motorja in uspešno dirkanje v kraljevem razredu. Da se motijo jim je dokazal na otvoritveni tekmi v Jerezu, 26.3.2006. Na svojem četrtem nastopu v razredu Moto GP, 14.5.2006, je konec tedna med Kitajsko veliko Grand Prix dirko v Šanghaju zmagal na svoji prvi dirki v razredu Moto GP. S to zmago je postal drugi najmlajši zmagovalec v kraljevem razredu za Freddiem Spencerjem. Svojo drugo zmago v razredu Moto GP je osvojil na dirki pri Donington parku in postal močen kandidat za zmago v prvenstvu. To je bila nepozabna zmaga za Pedroso, ki si je prvič delil oder za zmagovalce z Valentinom Rossijem, ki je osvojil drugo mesto. Prav tako je zasedel dve najboljši štartni mesti v prvem delu sezone. Do Malezijskega Grand Prixa v Sepangu je bil Pedrosa na drugem mestu v prvenstvu in zaostajal samo za bolj izkušenejšim timskim kolegom Nicky Haydnom. Med prostim treningom je močno padel in utrpel hude odrgnine do kolena,kar ga je naredilo nepremičnega. Pedrosi, ki je končal kot peti na kvalifikacijah, katere so bile odpovedane zaradi preobilnega dežja, je čudežno uspelo končati dirko na tretjem mestu za Rossijem in dirkačem Ducatija Lorisom Capirossijem.